# Manhouce
Manhouce é uma povoação portuguesa sede da Freguesia de Manhouce do Município de São Pedro do Sul, freguesia com 40,53 km² de área e 466 habitantes (censo de 2021), tendo, por isso, uma densidade populacional de 11,5 hab./km².

## Descrição
Manhouce fica, entre Aveiro e Viseu, no maciço da Gralheira, em São Pedro do Sul.
Ainda são terras de São Pedro do Sul, mas quase Arouca, a dois passos de Vale de Cambra, sempre por caminhos de Serra. Centro de um polígono de Santos Populares célebres: São Macário, Santa Mafalda, Senhora da Saúde e até o Senhor da Pedra, lá tão longe à beira-mar.
Manhouce era atravessado por uma via romana que, saindo do Porto, passava por ali, rumo a Viseu. Sensivelmente a meio caminho entre as duas cidades, esta aldeia, onde existiu uma albergaria fundada por D. Mafalda, mulher de D. Afonso Henriques, era local obrigatório de pernoita de recoveiros e almocreves que por lá passavam e estabeleciam o intercâmbio sociocultural entre as gentes do litoral e do interior. Por isso a sua etnografia tem muitas influências do Douro e da Beira Litoral.

## Toponímia
O nome da freguesia (topónimo), anda ligado ao “amanho da terra” e a um lugar chamado Couço. Assim “manho”, de amanhar (a terra) e Couço, ligado ao lugar, deu “Manhecouço”. A outra hipótese é “amanhouce”, ou terra amanhada. Qualquer das hipóteses teria evoluído para Manhouce, que é o seu nome actual.

## Demografia
A população registada nos censos foi:
| Distribuição da População por Grupos Etários | Distribuição da População por Grupos Etários | Distribuição da População por Grupos Etários | Distribuição da População por Grupos Etários | Distribuição da População por Grupos Etários |
| -------------------------------------------- | -------------------------------------------- | -------------------------------------------- | -------------------------------------------- | -------------------------------------------- |
| Ano                                          | 0-14 Anos                                    | 15-24 Anos                                   | 25-64 Anos                                   | > 65 Anos                                    |
| 2001                                         | 95                                           | 123                                          | 376                                          | 242                                          |
| 2011                                         | 60                                           | 58                                           | 333                                          | 196                                          |
| 2021                                         | 26                                           | 31                                           | 196                                          | 213                                          |

## Lugares
É composto pelos seguintes lugares:
- Bondança
- Bustarenga
- Carregal
- Gestosinho
- Gestoso
- Lageal
- Malfeitoso
- Manhouce
- Muro
- Salgueiro
- Sequeiro
- Sernadinha
- Vilarinho
- Valongo

## Festas e romarias
- Festa da Vitela - Teve inicio em 2013 e ocorre no 3º fim de semana de maio.
- Semana Cultural  -  Realiza-se em agosto.
- Festa do Santíssimo - Realiza-se no ultimo fim-de-semana de julho, em Manhouce.
- Festa de Vilarinho - No primeiro fim-de-semana de Agosto, em Vilarinho (3 dias).
- Festa de Sernadinha - Tem lugar no segundo fim-de-semana de agosto, em Sernadinha.
- Festa do Carregal - Realiza-se no segundo fim-de-semana de junho, no Carregal.
- Festa da Bustarenga - Realiza-se a 18 e 19 de agosto, em Bustarenga.

## Património
- Ponte da Barreira sobre a Ribeira de Vessa
- Ponte de Manhouce
- Poço Negro
- Poço da Barreira
- Poço da Silha
- Igreja Paroquial de Manhouce
- Capela do Senhor dos Enfermos, Manhouce
- Capela da Nossa Senhora da Franqueira, Carregal
- Capela do Menino Jesus de Praga, Sernadinha
- Capela de Vilarinho do Monte
- Capela da Bustarenga
- Zona arqueológica da Gralheira
- Cruzeiro da Independência
- Cales de Gestoso
- Anta de Manhouce
- Alminhas da Bondança
- Minas das Chãs
- Lagoa da serra da Freita
- Casa da Benta
- Vestígios de via romana
- Anta do Juncal
- Necrópoles do Juncal e do Alto do Barro Vermelho
- Estrada dos Almocreves